# Джордж Хенри Ричардс
Сър Джордж Хенри Ричардс (на английски: George Henry Richards) е английски военноморски офицер, геодезист, хидрограф, изследовател на Арктика.

## Ранни години (1820 – 1852)
Роден е на 13 януари 1820 година в Антъни, Корнуол, Югозападна Англия, в семейството на Джордж Спенсър Ричардс и Ема Джейн. През 1832 постъпва в Кралския военноморски флот. Участва в Първата опиумна война в Китай (1839 – 1842) и плава в Южна Америка, Фолклъндските о-ви, Нова Зеландия и Австралия.

## Изследователска дейност (1852 – 1852)

### Участие в експедицията на Едуард Белчер (1852 – 1854)
През 1852 – 1854 с чин лейтенант участва в експедицията на Едуард Белчер в Канадския арктичен архипелаг за търсене на Джон Франклин. От април до юли 1853 ръководи отделен отряд, който открива северното крайбрежие на остров Батърст (16042 км2), а на север от него – архипелага Баркли и група от четири големи острова (Александър, Маси, Вание и Камерън), разположени на северозапад от Батърст. Пресича от изток на запад протока Байам Мартин, изследва източната част на остров Мелвил и картира п-ов Сабин в северната част на острова.

### Изследвания в Британска Колумбия (1857 -1862)
След завръщането си от Арктика е повишен в чин капитан и от 1857 до 1864 командва кораба „Хеката“, с който от 1857 до 1862 извършва детайлни хидрографски и картографски дейности по силно разчлененото и изрязано западно крайбрежие на провинция Британска Колумбия в Канада.

## Следващи години (1863 – 1896)
През 1864 е назначен за главен хидрограф на Великобритания и заема тази длъжност до 1874, когато се пенсионира. През юни 1866 става член на Кралското географско дружество, а през 1877 му е присъдено рицарско звание. През 1884 е произведен в пълен адмирал.
Умира на 14 ноември 1896 годиан в Бат, Съмърсет, на 76-годишна възраст.

## Памет
Неговото име носят:
- връх Маунт Ричардс (76°34′ с. ш. 103°44′ з. д. / 76.566667° с. ш. 103.733333° з. д.), на остров Камерън, в Канадския арктичен архипелаг;
- връх Маунт Ричардс (66°03′ с. ш. 136°04′ з. д. / 66.05° с. ш. 136.066667° з. д.), в Канада, територия Юкон;
- залив Ричардс (69°35′ с. ш. 82°25′ з. д. / 69.583333° с. ш. 82.416667° з. д.), на източното крайбрежие на п-ов Мелвил в Северна Канада;
- нос Джордж Ричардс (76°51′ с. ш. 108°45′ з. д. / 76.85° с. ш. 108.75° з. д.), най-северната точка на остров Мелвил, в Канадския арктичен архипелаг;
- нос Ричардс (82°59′ с. ш. 79°17′ з. д. / 82.983333° с. ш. 79.283333° з. д.), на северния бряг на остров Елсмиър, в Канадския арктичен архипелаг;
- нос Ричардс (76°34′ с. ш. 121°20′ з. д. / 76.566667° с. ш. 121.333333° з. д.), на западния бряг на остров Принц Патрик, в Канадския арктичен архипелаг;
- остров Ричардс (69°20′ с. ш. 134°30′ з. д. / 69.333333° с. ш. 134.5° з. д.), в море Бофорт, в делтата на река Маккензи;
- о-ви Ричардс (72°45′ с. ш. 85°55′ з. д. / 72.75° с. ш. 85.916667° з. д.), в Канадския арктичен архипелаг, залива Адмиралти;